# Pretties for You
Pretties For You è il primo album degli Alice Cooper, pubblicato nel 1969 dalla Straight Records.

## Tracce
Tutte le canzoni sono state scritte da Alice Cooper, Glen Buxton, Michael Bruce, Dennis Dunaway e Neal Smith.
1. Titanic Overture – 1:12 (strumentale)
2. 10 Minutes Before the Worm – 1:39
3. Sing Low, Sweet Cheerio – 5:42
4. Today Mueller – 1:48
5. Living – 3:12
6. Fields of Regret – 5:44
7. No Longer Umpire – 2:02
8. Levity Ball – 4:39
9. B.B. (Big Boys) on Mars – 1:17
10. Reflected – 3:17
11. Apple Bush – 3:08
12. Earwigs to Eternity – 1:19
13. Changing Arranging – 3:03

## Singoli
- 1969: Reflected

## Formazione
- Alice Cooper  - voce, armonica a bocca
- Glen Buxton - chitarra
- Michael Bruce - chitarra, tastiere, voce in Sing Low, Sweet Cheerio
- Dennis Dunaway  - basso
- Neal Smith - batteria

## Classifiche
Album - Billboard 200 (Nord America)
| Anno | Classifica    | Posizione |
| ---- | ------------- | --------- |
| 1969 | Billboard 200 | 193       |